# Théodore Géricault
Jean-Louis André Théodore Géricault, conocido como Théodore Géricault Ruan, 26 de septiembre de 1791-París, 26 de enero de 1824) fue un pintor francés, una de las principales figuras pioneras de la pintura romántica. Estudió con el pintor académico Pierre-Narcisse Guérin, también maestro de Delacroix. Rechazó el neoclasicismo imperante, estudió a Rubens y comenzó a pintar directamente del modelo, sin dibujos preparatorios. En Italia estudió en 1816-1818 a Miguel Ángel y el barroco. Su comentada Balsa de la Medusa combinaba el diseño barroco, el realismo romántico y los sentimientos no controlados. Admiraba a Bonington y a Constable y estuvo en Inglaterra en 1820-1822, exponiendo su Balsa y sus pinturas de caballos. Su carrera, aunque corta, fue muy influyente, en especial por sus temas modernos, su ejecución libre y la representación del movimiento romántico. El tema del caballo es un tema central de su trabajo, al principio y al final de su vida. En particular, copió las obras de George Stubbs y Ward, e hizo numerosas litografías de caballos y escenas callejeras de la vida londinense.

## Vida y formación artística
Jean-Louis André Théodore Géricault, nacido en Ruan el 26 de septiembre de 1791 en una familia acomodada, era hijo del abogado Jorge Nicolás Géricault y de su esposa Luisa-Juana-María Caruel. Así, nunca tuvo que pintar por necesidad económica, excepto en sus últimos años debido a varias malas inversiones. No se sabe con certeza la fecha en que la familia Géricault se trasladó a París; sin embargo, está probado que el joven Théodore siguió los estudios de segunda enseñanza en el Liceo Louis-le-Grand de la capital francesa. En 1808, ya había tomado la decisión de consagrarse por entero a la pintura, e ingresó como alumno en el estudio de Carle Vernet (en donde conoce a su hijo Horace y a Pierre-Narcisse Guérin), atraído, probablemente, por las pinturas de caballos de aquel pintor.
Fue muy precoz, en efecto, la pasión de Géricault por los caballos, los cuales acabarían por convertirse en una de las imágenes más frecuentes y uno de los símbolos más significativos de su arte. En 1810, se lo halla inscripto entre los discípulos de Pierre Guérni, pintor neoclásico, seguidor de David. Algunos suponen que quería someterse a una disciplina más severa que la impuesta por el caprichoso Vernet, y que, consciente de su vocación por una pintura muy alejada de las frías reglas del academicismo, deseaba someter su talento a una especie de prueba. En efecto, sus obras de esos años revelan la autonomía de su inspiración y la originalidad de sus preferencias culturales con respecto a la enseñanza neoclásica: lo demuestra su interés por Rubens; la investigación del amplio campo pictórico de los siglos xvi y xvii (desde Rafael hasta Tiziano y Caravaggio), efectuada por medio de una brillante serie de copias, y asimismo, la copia en el Louvre de diversos relieves de sarcófagos de la antigüedad tardía.
Su primera gran obra, Oficial de cazadores a la carga, exhibida en el Salón de París de 1812, revela la influencia del estilo de Rubens y su interés en la representación de un asunto contemporáneo. Este éxito de juventud, ambicioso y monumental, fue seguido de un cambio de dirección: durante los siguientes años Géricault produjo una serie de pequeños estudios de caballos y caballeros. Exhibió el Coracero herido en el Salón de 1814, una obra más elaborada y peor recibida. En los siguientes dos años pasó por un estudio autoimpuesto de construcción y composición de figuras, mientras evidenciaba una predilección personal por el drama y la fuerza expresiva.

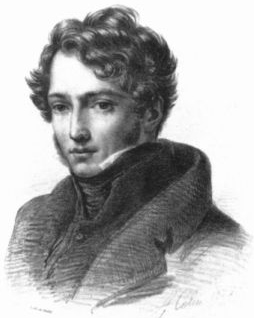
Théodore Géricault por Alexandre Colin, 1816

 Tras fracasar en el concurso del gran Premio de Roma, decidió viajar a Italia por su cuenta. Quedó muy impresionado ante los pintores del Renacimiento italiano, en especial por Miguel Ángel, así como ante el flamenco Rubens. Este viaje a Florencia y Roma (1816-1817) fue provocado en parte por el deseo de huir del escándalo provocado por una relación romántica con su tía Alexandrine, seis años mayor que él, a quien dejó embarazada. En 1818 nació su hijo Georges-Hyppolyte, declarado al nacer «hijo de Suzanne y padre desconocido». A la muerte del pintor, el niño fue reconocido por el padre del artista Georges-Nicolas.
Este viaje a Italia hizo nacer su fascinación por Miguel Ángel. La propia Roma le inspiró la preparación de un lienzo monumental, la Carrera de los caballos Barberi, una obra de composición épica y tema abstracto que prometía ser «totalmente sin paralelo en su época». Al final, Géricault nunca acabó la pintura, y regresó a Francia.
Por ese tiempo fue contactado por el coronel Ambrosio Cramer, militar de origen francés que luchaba en la Guerra de la Independencia Argentina. Luego de haber servido con el General San Martín en Chile fue edecán del General Manuel Belgrano en el Ejército del Norte. En París le encargó a Teodoro Gericault las conocidas litografías de ambos patriotas.

Desde los inicios de su carrera, Géricault demostró cualidades que le distinguen con claridad de los pintores neoclásicos de la escuela de Jacques-Louis David: en efecto, prefirió tratar temas de la vida cotidiana, elevándolos a la categoría de hechos heroicos. Mostrando la desesperación y el sufrimiento de la gente, pasa pronto a ser el pintor romántico más representativo, pero por independencia de estilo y carácter poco dócil, Géricault se mantuvo al margen de los grandes encargos oficiales, un género que sí sedujo a Delacroix.

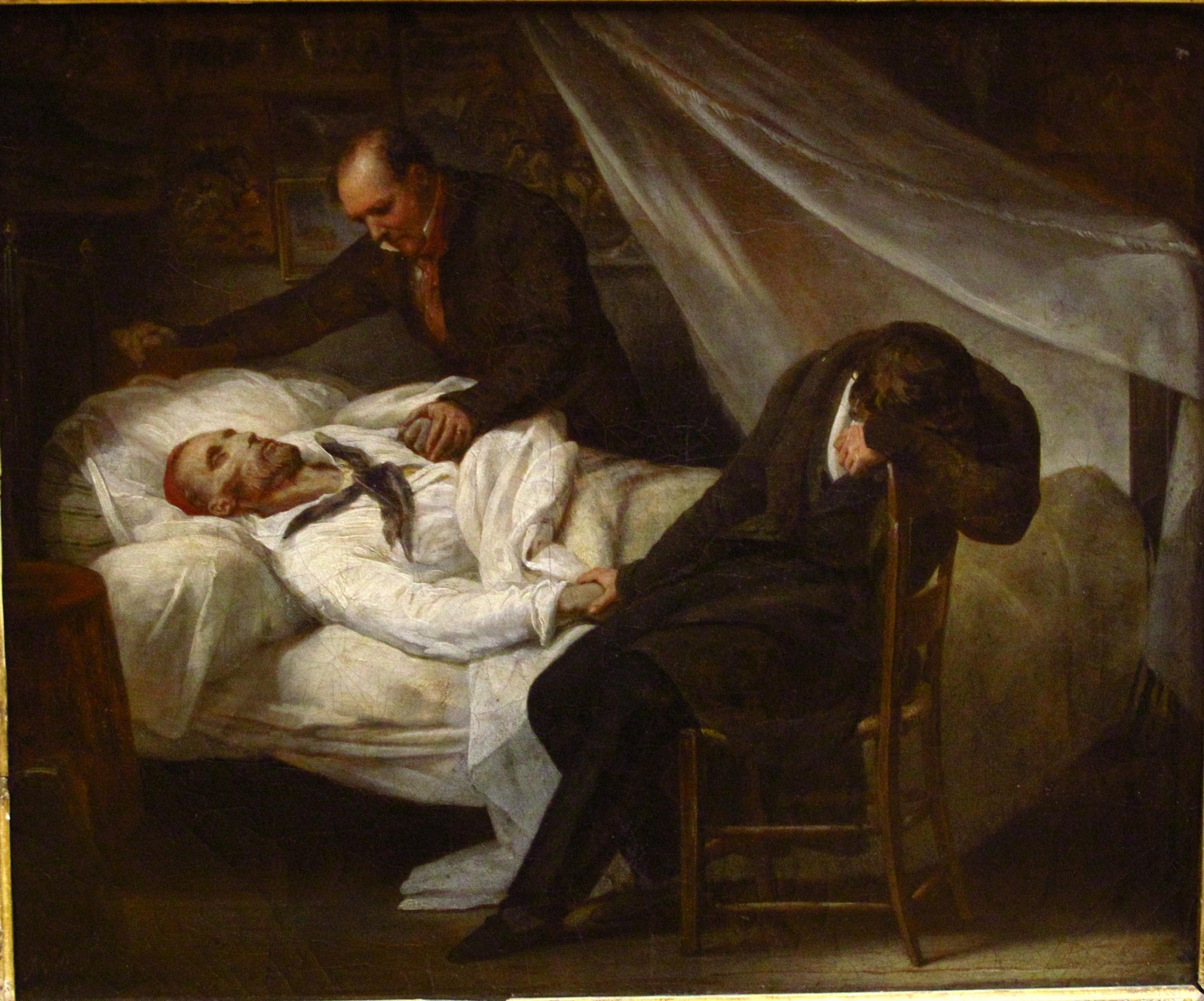
La muerte de Géricault, por Ary Scheffer (1824). Junto a la cama sus amigos el coronel Bro de Cómeres y el pintor Pierre-Joseph Dedreux-Dorcy.

Géricault realizó entre 1821 y 1824, una serie de pinturas teniendo como modelos a locos o maníacos, pintando del natural una serie de personas que eran tratadas en el asilo del psiquiatra Jean-Étienne Esquirol. A través de esta serie pretendía recabar un repertorio de expresiones de la locura.
En repetidas ocasiones se cayó de su caballo y se rompió la espalda en agosto de 1823. Queda postrado en cama y los médicos le diagnostican tuberculosis osteoarticular. Géricault pasó sus últimos años postrado en el lecho sin poder acometer pinturas de gran formato, aunque produjo diversas litografías con ayuda del artesano Eugène Lami. Muere el 26 de enero de 1824, tras una larga agonía debida a esta caída de su caballo pero es más probable que a una enfermedad venérea, que hizo decir al filósofo y crítico de arte Élie Faure que "Géricault murió por haber hecho demasiado el amor". Su figura esculpida en bronce, sujetando la paleta y el pincel, se recuesta sobre una reproducción de la Balsa de la Medusa en bajorrelieve en su tumba en el cementerio de Pere Lachaise, en París.

## Obras

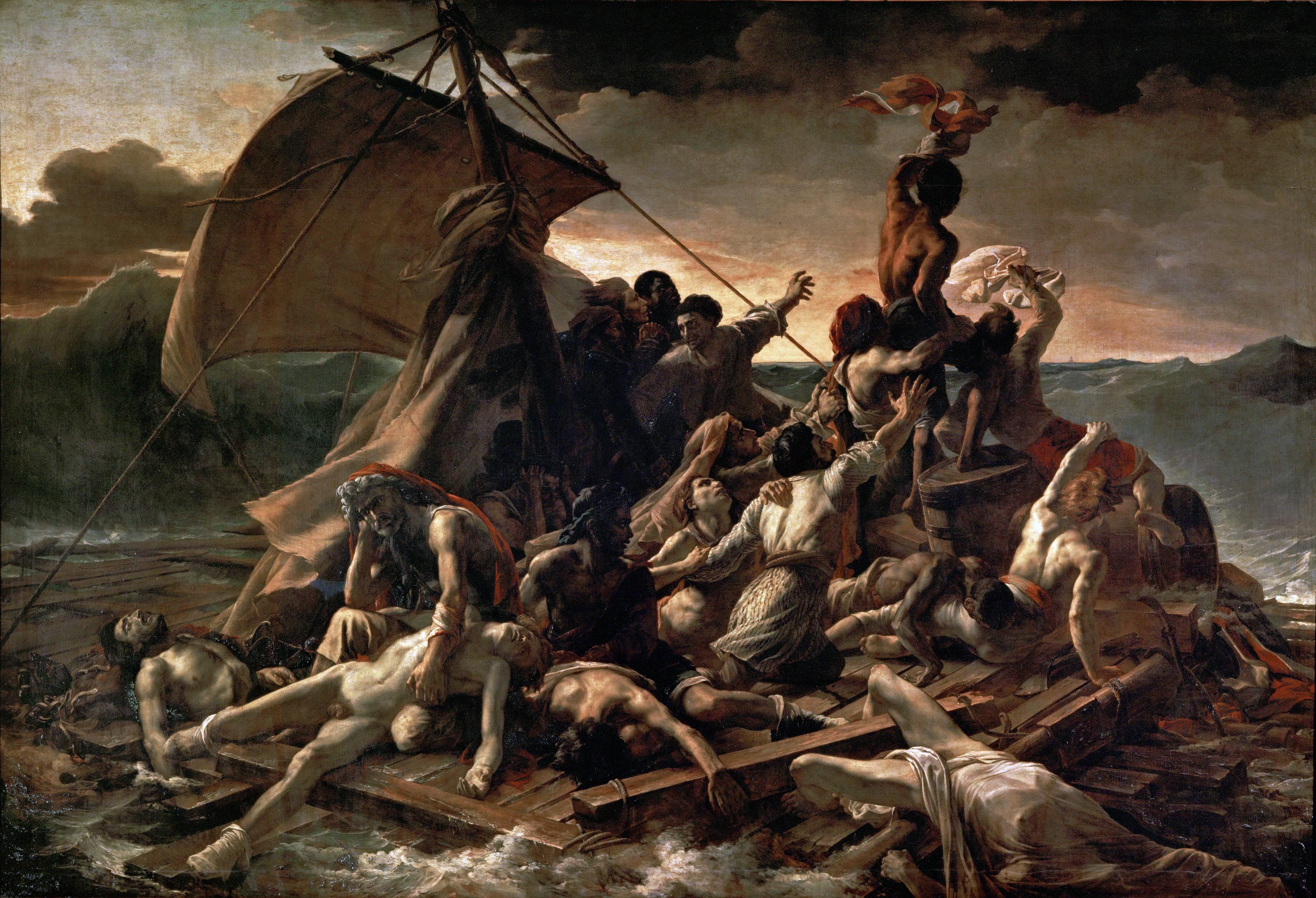
La Balsa de la Medusa, 1819, óleo sobre lienzo, 491 x 717 cm, Museo del Louvre, París.

- Oficial de cazadores a la carga, 1812, Louvre, París
- Coracero herido saliendo del fuego, 1814, Louvre, París
- El tren de artillería, h. 1814, Neue Pinakothek, Múnich
- Carrera libre de caballos, 1817, Museo Thyssen-Bornemisza, Madrid.[9]
- Carrera de caballos libres en Roma, 1817, Museo de Bellas Artes, Lille[10]
- El mercado de bueyes, 1817, Museo de Arte Fogg, Cambridge, Massachusetts
- Caballo detenido por esclavos, 1817, Museo de Bellas Artes, Ruan
- Paisaje con acueducto, entre 1817 y 1820, Museo Metropolitano de Arte, Nueva York
- Carro de soldados heridos, 1818, Museo Fitzwilliam, Cambridge (Reino Unido)
- Ninfa y sátiro, 1818, Museo de Bellas Artes, Rouen.[11]
- La balsa de la Medusa, 1819, Louvre, París
- Retrato de oriental, 1819-1821, Museo de Bellas Artes y Arqueología de Besançon
- Caballo atacado por un león, 1821; Museo del Louvre, París.
- Derbi en Epsom, 1821, Louvre, París.
- La fábrica de cal, hacia 1821-1822, Louvre, París.
- Monomaníaca de la envidia, h. 1821-1823, Museo de Bellas Artes, Lyon.
- El cleptómano (El loco asesino), hacia 1822-1823, Museo de Bellas Artes, Gante.
- Retrato de un vandeano, h. 1822-1823, Louvre, París.

## Galería

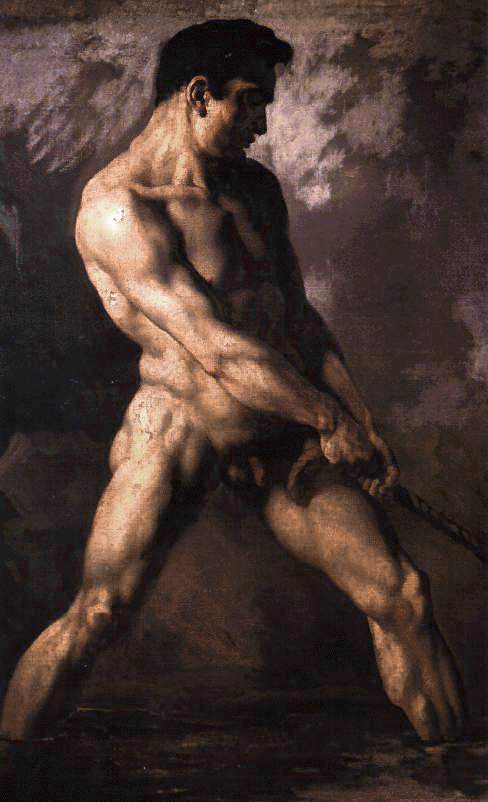
Estudio de desnudo masculino, Musée Bonnat en Bayona (Francia).
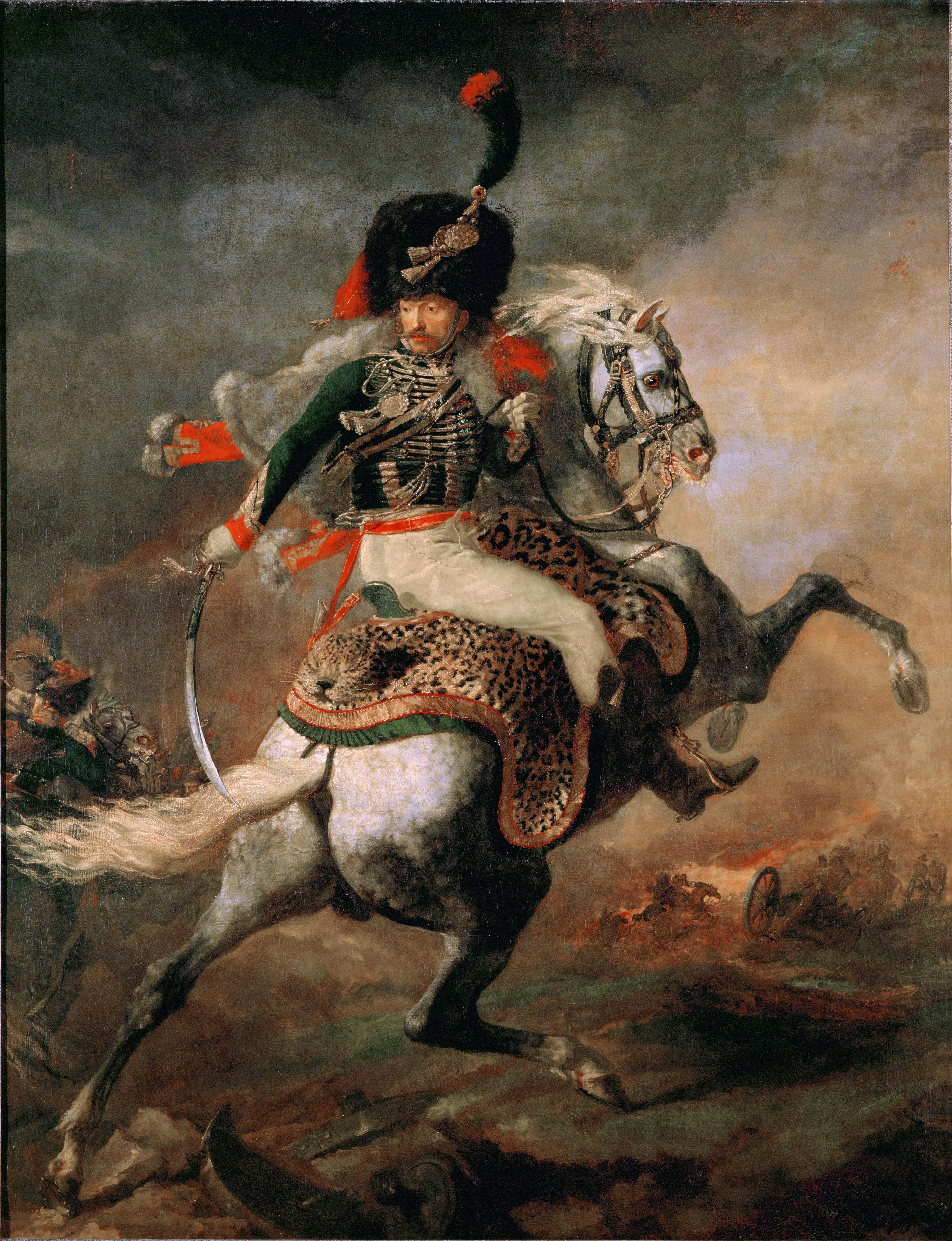
Oficial de cazadores a la carga (1812).
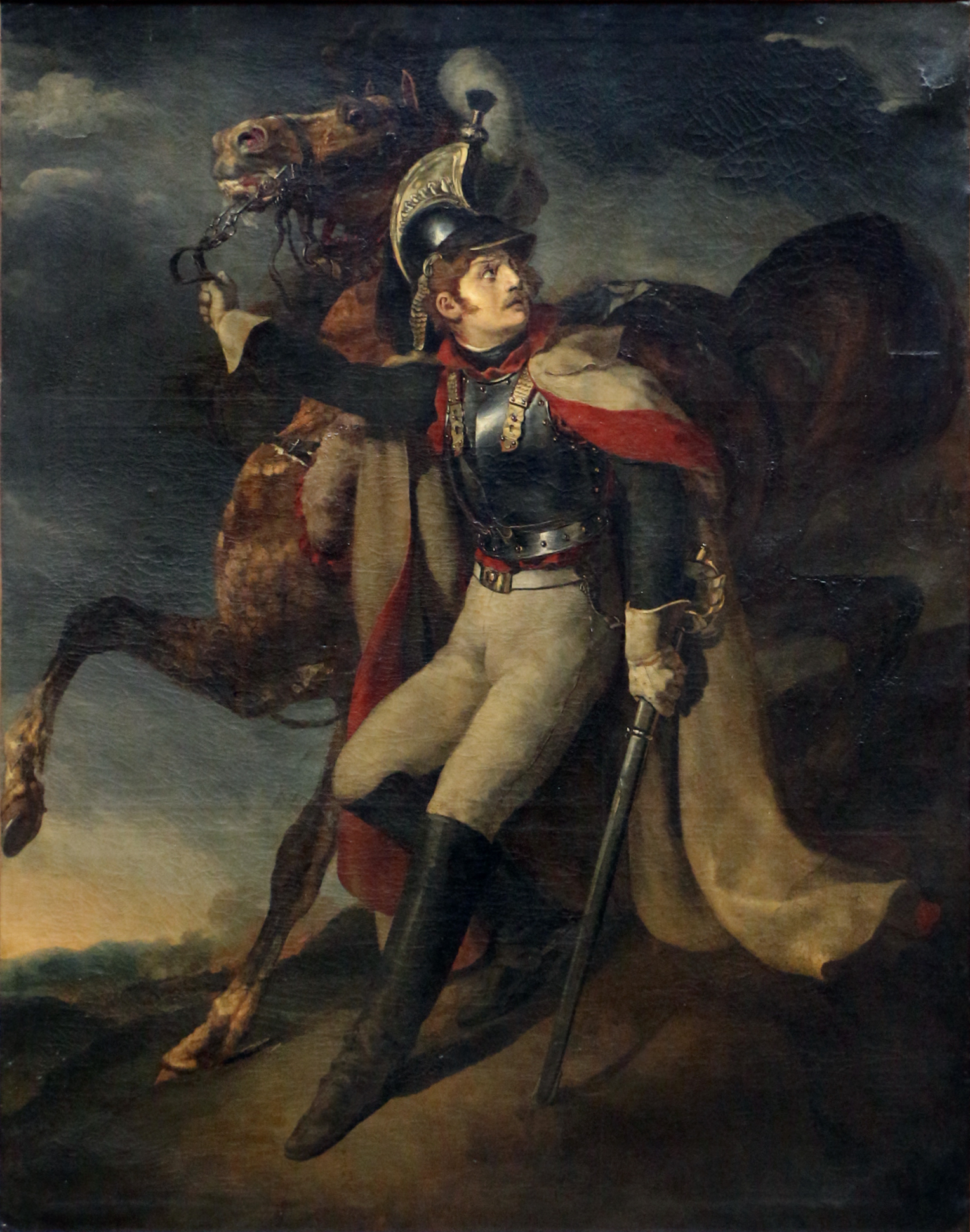
Coracero herido que abandona la línea del frente (1814).
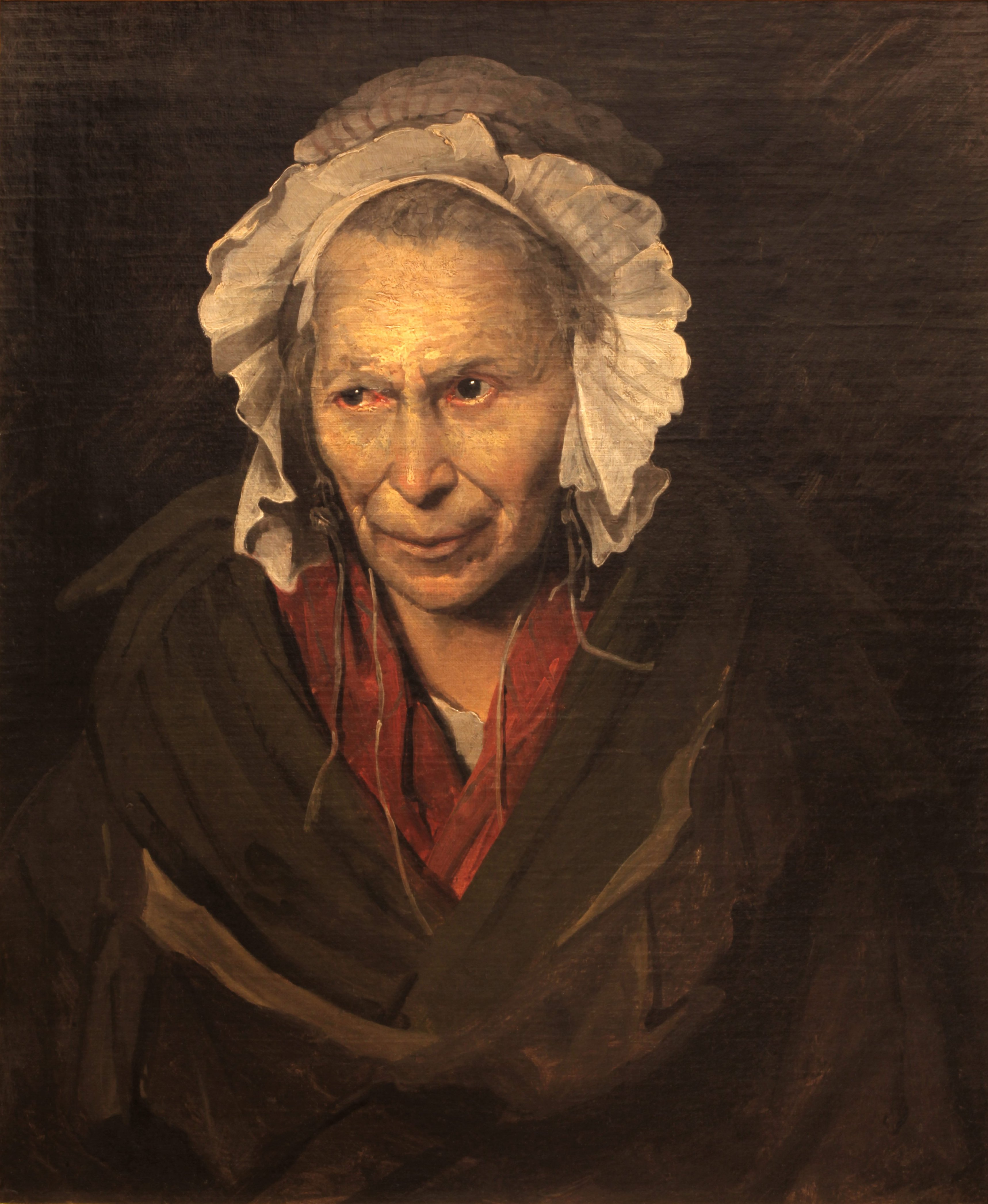
Mujer demente, 1822-1828, óleo sobre lienzo, 72 × 58 cm, Museo de Bellas Artes de Lyon.
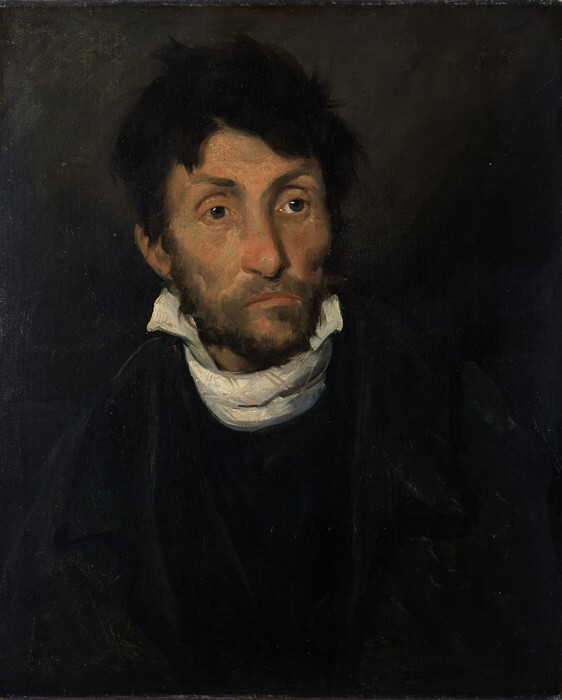
El cleptómano (1822).
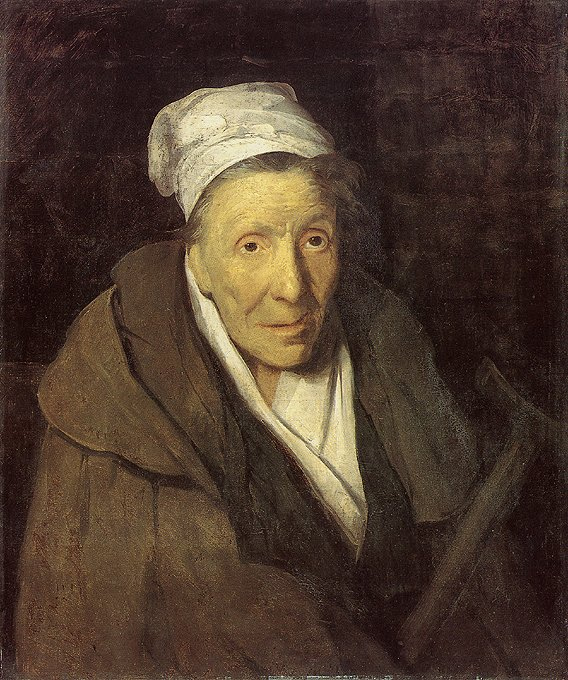
La ludópata (1819-1822).
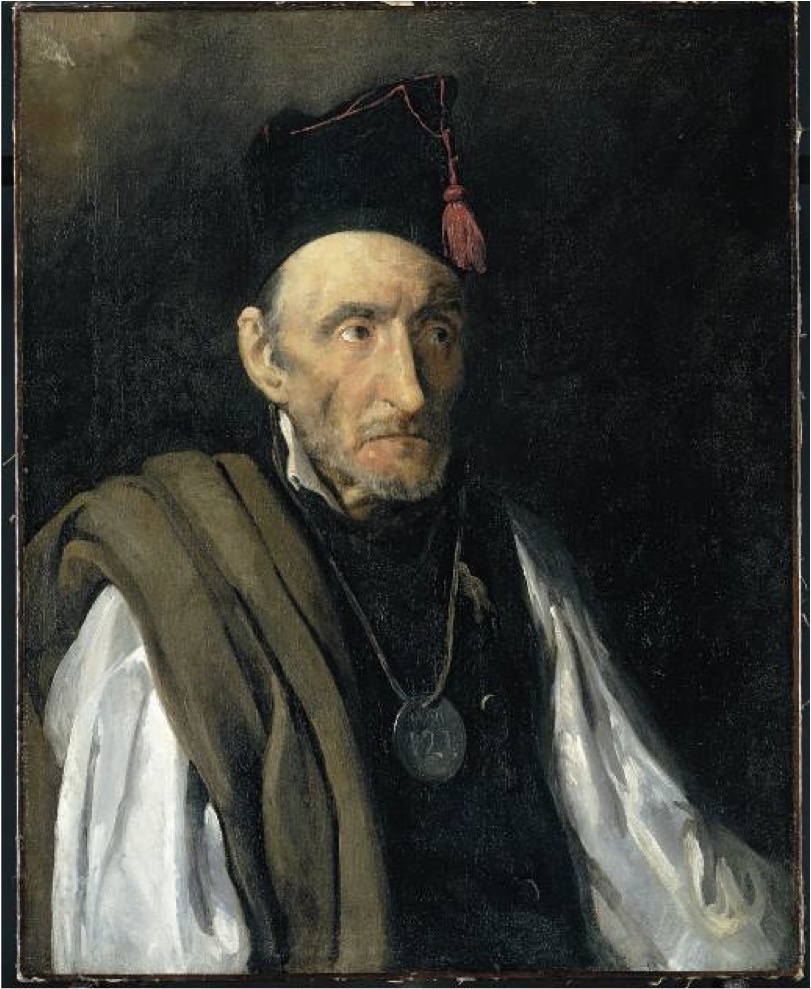
El loco del mando militar (1819-1822).

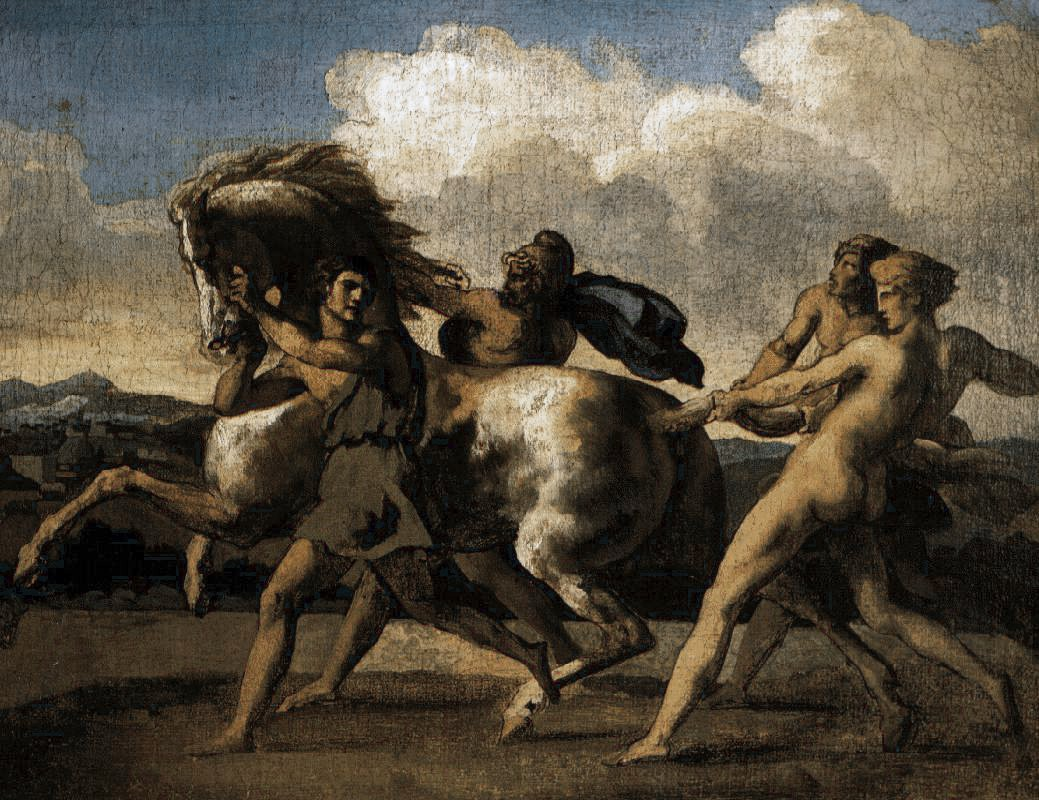
Captura de un caballo salvaje.
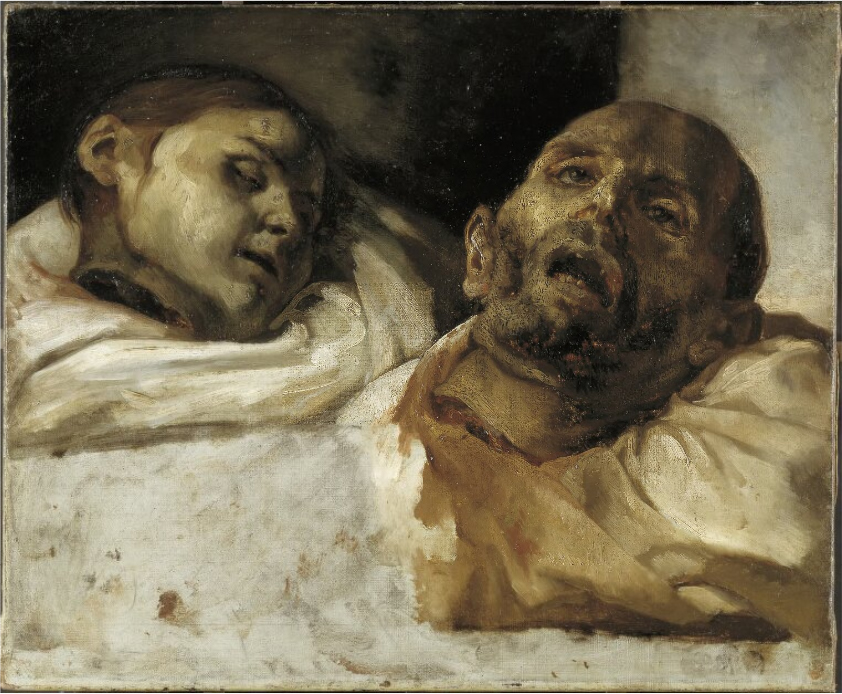
Dos ejecutados.
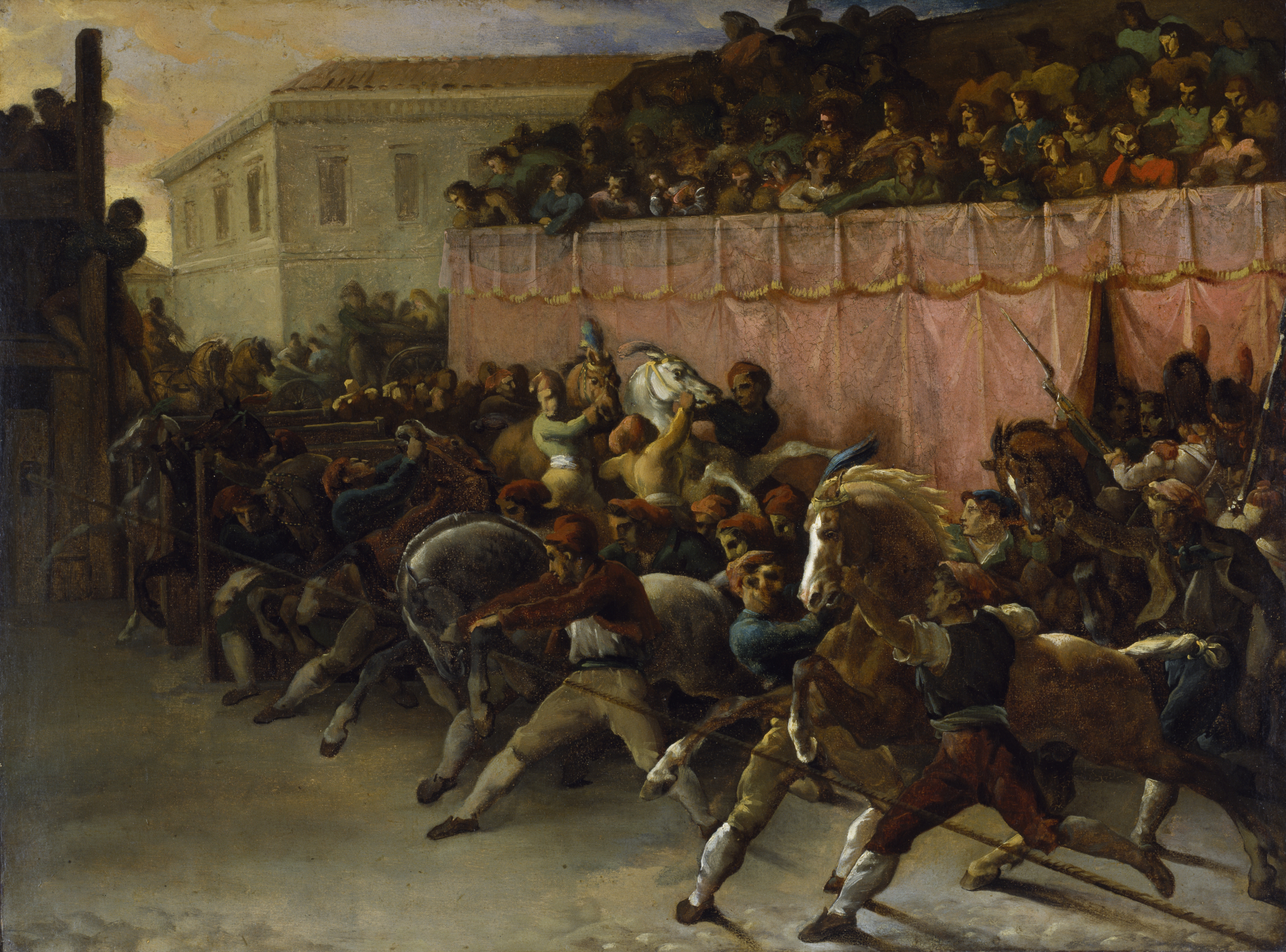
Carrera de caballos en el carnaval de Roma (1817).
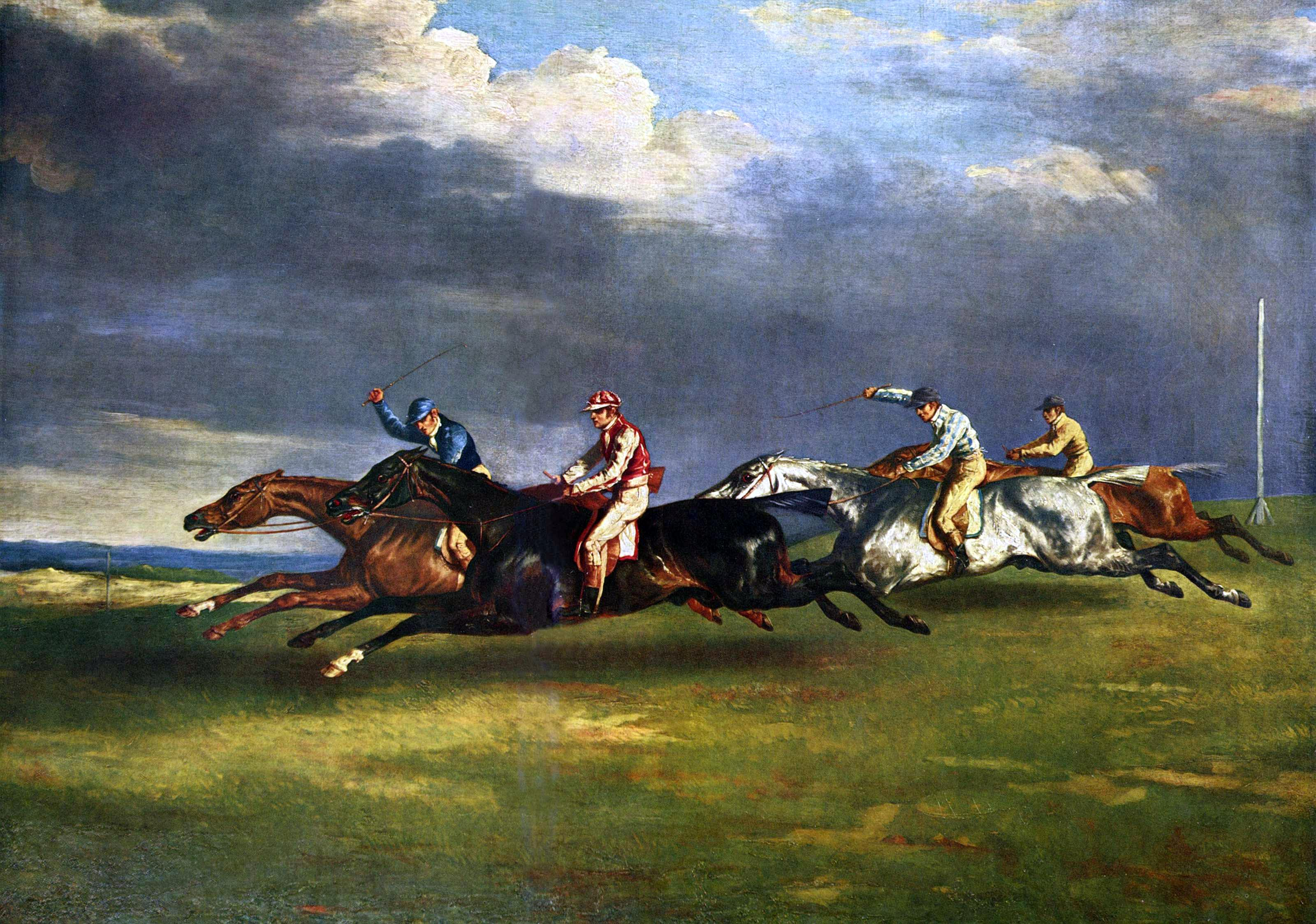
Derbi en Epsom (1821).
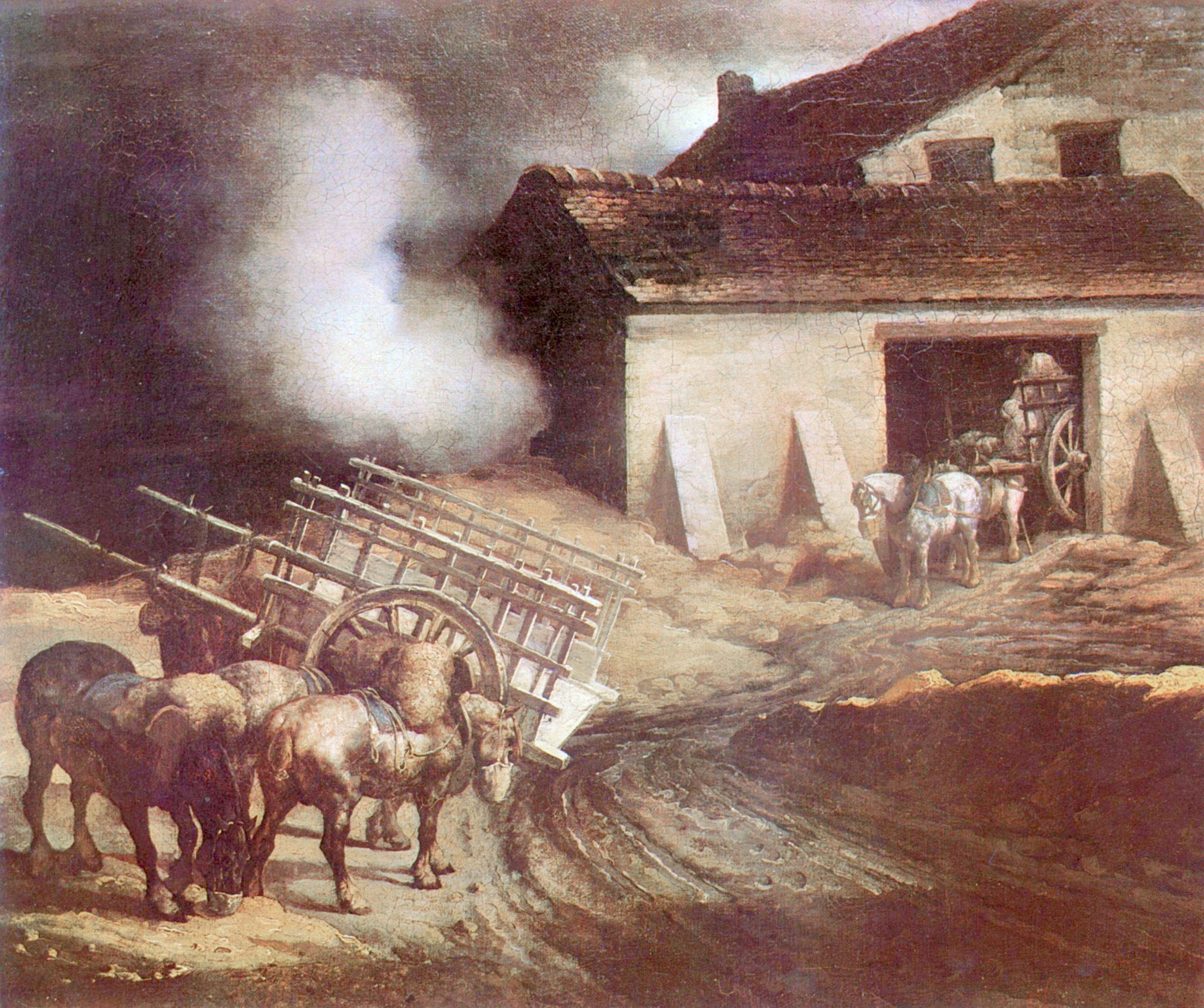
La fábrica de cal, (1822). Museo del Louvre, París.
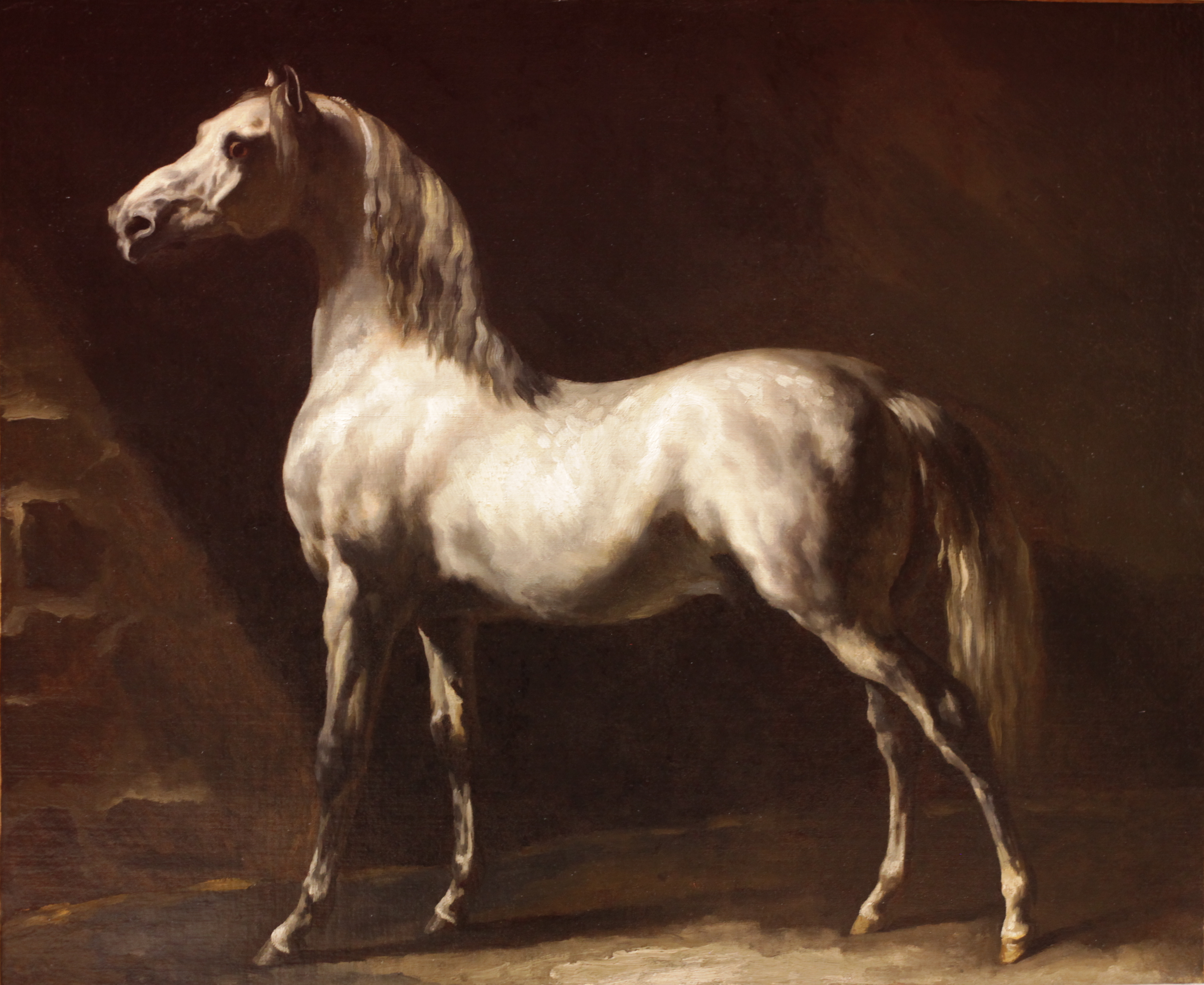
Caballo árabe (c. 1824).